# Macierewicz i jego tajemnice
Macierewicz i jego tajemnice – książka Tomasza Piątka z 2017. Jej tematem są domniemane powiązania polskiego ministra obrony narodowej Antoniego Macierewicza z ludźmi związanymi z Rosją i jej wywiadem (GRU).
Wydawcą książki jest – powstałe specjalnie na tę okazję – Wydawnictwo Arbitror, którego właścicielem jest Marcin Celiński. Jej premiera miała miejsce 26 czerwca 2017, a pierwszy nakład wynosił 10 tysięcy egzemplarzy.
W listopadzie 2017 Piątek otrzymał za napisanie książki Nagrodę Wolności Prasy, przyznawaną przez międzynarodową organizację Reporterzy bez Granic we współpracy z telewizją TV5 Monde, zaś w 2018 niemiecką Nagrodę za Wolność i Przyszłość Mediów, przyznawaną przez Media Foundation of Sparkasse Leipzig.

## Tematyka i okoliczności powstania
Autor zarzuca Macierewiczowi, że „jest osobą co najmniej uwikłaną w relacje z ludźmi, którym Rosja i jej służby specjalne są bliskie”. Opisane są liczne i długoletnie powiązania ludzi z otoczenia Antoniego Macierewicza z osobami związanymi z rosyjskim wywiadem i mafią. W książce pisze Piątek m.in. o gangsterze Siemionie Mogilewiczu, byłym amerykańskim senatorze Alfonsie D’Amato czy polskim pośle i tajnym współpracowniku Służby Bezpieczeństwa Robercie Luśni.
Książka zawiera m.in. teksty, które Piątek publikował wcześniej na łamach „Gazety Wyborczej”.
Prace nad materiałami do książki trwały półtora roku, natomiast cały tekst został napisany w ciągu miesiąca.

## Odbiór i reakcje
W oparciu o dane od autora i wydawcy, media informowały, że cały pierwszy nakład został sprzedany w ciągu pierwszego dnia. W kilku drukarniach wykonano dodruki i w ciągu pierwszego miesiąca od premiery sprzedano ok. 100 tysięcy egzemplarzy książki. Zapowiedziany został kolejny dodruk. 25 sierpnia łączny nakład wyniósł 130 tysięcy egzemplarzy. W lutym 2018 książka została ogłoszona Bestsellerem Empiku w kategorii „literatura faktu”. W następnych miesiącach i latach media podawały, że sprzedano ok. 250 tys. egzemplarzy.
Antoni Macierewicz uznał, że publikacja książki to „zamach na funkcjonariusza publicznego”, za co grozi kara pozbawienia wolności do trzech lat i złożył zawiadomienie do prokuratury, by ścigała autora za „przemoc i groźby wobec funkcjonariusza państwowego”. W reakcji na to przedstawiciele dziesięciu międzynarodowych organizacji działających na rzecz wolności słowa, m.in. Reporterzy bez Granic, Freedom House, International Press Institute i Global Editors Network nazwali takie działanie elementem kampanii dławienia wolności wypowiedzi w Polsce i zaapelowali do Macierewicza, aby odstąpił od ścigania Piątka. W obronie Piątka stanęło także Amnesty International, które zaapelowało, by pisać listy „do polskich władz, by te natychmiast zaniechały działań wobec Tomasza Piątka i wycofały kryminalne oskarżenia związane z jego książką lub pracą dziennikarza śledczego”, pod petycją w jego obronie podpisało się ponad 11 tysięcy osób. Przedstawiciel do spraw wolności mediów Organizacji Bezpieczeństwa i Współpracy w Europie Harlem Désir napisał w sprawie Piątka list do polskiego ministra spraw zagranicznych. W marcu 2018 roku warszawska Prokuratura Okręgowa odmówiła wszczęcia dochodzenia w sprawie książki.
Ukazanie się książki skłoniło różne zagraniczne media do zajęcia się tematem „rosyjskich powiązań” Antoniego Macierewicza. Własne śledztwo zapowiedział w 2017 Frankfurter Allgemeine Zeitung. Tomasz Piątek natomiast zapowiadzał drugą obszerniejszą książkę na ten temat.
Autor twierdził, że od czasu publikacji książki otrzymuje dziwne, niepokojące wiadomości i uważa, że jego telefon jest prawdopodobnie podsłuchiwany.

### Krytyka
Wiceminister obrony narodowej Michał Dworczyk stwierdził, że „książka zawiera kłamstwa i pomówienia oraz stała się asumptem do tego, żeby ministra obrony narodowej zaatakowali parlamentarzyści PO”, za co musiał przeprosić zgodnie z wyrokiem sądu w 2021 roku. Z kolei Dominik Smyrgała, szef gabinetu politycznego w MON zwracał uwagę na absurdalne – jego zdaniem – łączenie faktów. Liczne błędy merytoryczne można, zdaniem Smyrgały przedstawić na podstawie „wątków amerykańskich” książki. Według Smyrgały książka może podważyć zaufanie do polskiego ministra obrony, co jego zdaniem jest szczególnie niekorzystne „w czasie intensywnej wojny informacyjnej”. Książkę i jej autora krytykowali także prawicowi publicyści – Piotr Gontarczyk w tygodniku „Sieci” twierdził, Piątek nie ma elementarnej wiedzy o służbach specjalnych, w książce często, jego zdaniem, przytaczane są niesprawdzone i nieprawdziwe informacje, zaś autor często podaje dwie sprzeczne wersje. Uznał publikację za „klasyczny przykład grafomanii i hochsztaplerki, przy tym podręcznikowy przypadek pospolitego paszkwilanctwa”. Piątek pozwał spółkę Fratria, wydawcę "Sieci", m.in. za tę publikację i wygrał w pierwszej instancji (sprawa wciąż nie jest prawomocnie rozstrzygnięta).
Wojciech Wybranowski w tygodniku „Do Rzeczy" przyznawał autorowi talent literacki, ale zgłaszał zastrzeżenia do metodologii badawczej i sposobu prezentacji teorii. Piątek według Wybranowskiego, dobudowuje do znanych faktów absurdalne tezy, które przegrywają konfrontację z faktami, zaś książka jest zbiorem mocno groteskowych spekulacji autora. Piątek pozwał spółkę Orle Pióro, wydawcę "Do Rzeczy", m.in. za tę publikację i wygrał prawomocnie.
Sławomir Cenckiewicz napisał: „Gdybym coś takiego napisał, za stawianie tez wyssanych z palca, dziennikarze słusznie nie daliby mi spokoju (...) To jest niepoważna książka. To nie trzyma żadnej dyscypliny wywodu czy przedstawiania faktów. Ona jest nieprofesjonalna, więc jest tym samym niegroźna (...) książka Piątka pełna jest kłamstw i wyssanych z palca hipotez”. Paweł Reszka w „Newsweeku” wskazywał na domniemane błędy Tomasza Piątka. Uznał, że niektóre z "twardych tez" stawianych przez autora nie są dobrze udowodnione. Zdaniem Reszki znajomości Macierewicza z amerykańskimi politykami, którzy jawnie sympatyzują z Kremlem, nie stanowią dowodów na szpiegostwo. W reakcji na tekst Reszki Tomasz Piątek napisał list otwarty do naczelnego „Newsweeka” Tomasza Lisa zarzucając Reszce brak rzetelności i niedotrzymanie umowy związanej z autoryzacją wypowiedzi.
W listopadzie 2017 Ministerstwo Obrony Narodowej opublikowało broszurę, opracowaną przez Cenckiewicza i Smyrgałę, a następnie rozesłaną do mediów i parlamentarzystów na koszt podatnika. W tej broszurze resort Antoniego Macierewicza odniósł się do faktów przedstawionych w książce. Zdaniem autorów „skala manipulacji, braków metodologicznych oraz niekompetencji jej Autora (...) jest tak duża, że można postawić tezę o świadomie dezinformacyjnym charakterze publikacji” oraz że „w całej książce Autor stosuje charakterystyczną i skrajnie nieuczciwą metodę, polegającą na formułowaniu nieuprawnionych tez (bez przeprowadzenia procesu dowodowego) i przedstawianiu ich w dalszej części pracy jako dowiedzionych”. W odpowiedzi autor książki, w publikacji Tomasz Piątek odpowiada, ustosunkował się do tez współpracowników ministra Macierewicza, zawartych w broszurze i zdaniem Piątka nieprawdziwych. Między innymi, Piątek podkreślił, że autorzy sami sobie przeczą, gdy twierdzą, że Antoni Macierewicz w 2006 r. w ogóle nie zajmował się dopuszczeniem Jacka Kotasa (powiązanego biznesowo z Rosją) do tajemnic polskiej armii. Cenckiewicz i Smyrgała zacytowali bowiem pismo Antoniego Macierewicza z grudnia 2006 r., w którym Macierewicz odnosi się do sprawy Kotasa.
Na temat powyższych ataków na Piątka i jego książkę obszernie wypowiedział się dziennikarz śledczy "Gazety Wyborczej" Wojciech Czuchnowski w artykule Front obrony Macierewicza z 2017 r. Czuchnowski pisze, że "przez TVP, TVP Info i Polskie Radio przetoczyła się fala programów, których goście (bez wyjątku prawicowi publicyści) na wyścigi dezawuowali autora „Wyborczej” i podważali jego ustalenia. Mówili, że w książce są „same pomówienia”, wyrywali fragmenty z kontekstu, przekłamywali jej tezy i sprowadzali je do absurdu /.../ artykuł „Sieci” pt. „Konfabulacje i nonsensy Tomasza Piątka” napisał Piotr Gontarczyk, b. historyk IPN, współautor ubóstwianej przez prawicę książki „SB a Lech Wałęsa”. Pisze z pogardą, że Piątek „od jakiegoś roku smaży w »Gazecie Wyborczej” kolejne artykuły o Antonim Macierewiczu”, „wyssane z brudnego palca, który jest podstawą warsztatu Tomasza Piątka”. Źródła autora to zdaniem Gontarczyka „podejrzane internetowe śmieci”, a książka jest „klasycznym przykładem grafomanii, hochsztaplerki i pospolitego paszkwilanctwa" /.../ Tekst w „Newsweeku” napisał Paweł Reszka. Jego sylwetka Piątka to przykład „łyżki dziegciu w beczce miodu”. Reszka przyznaje, że książka odniosła wielki sukces, docenia Piątka jako pisarza i stwierdza, że postawił pytania, obok których nie można przejść obojętnie. Jednocześnie ocenia, że Piątek formułuje „wiele twardych tez, niekoniecznie dobrze udowodnionych”. Jako koronny przykład podaje sprawę współpracy Macierewicza z Luśnią – mimo że jest to jeden z najlepiej udokumentowanych przez Piątka wątków. Autor „Wyborczej” znalazł mocne dowody na to, że Macierewicz, będąc w 1992 r. szefem MSW, ukrył fakt współpracy Luśni z bezpieką. Pod nazwiskiem mówi to w książce (a wcześniej na łamach „Wyborczej”) Włodzimierz Blajerski, b. prokurator krajowy z prawicowym rodowodem i kartą opozycyjną w czasach PRL. Inny dowód: w aktach sprawy lustracyjnej Luśni jest zeznanie o tym, że w 1992 r. nieformalnej lustracji Luśni dokonał Piotr Naimski, wtedy szef UOP, do dziś najbliższy współpracownik Macierewicza. Reszka bagatelizuje te dowody. Zupełnie też pomija motyw, jakim Macierewicz mógł się kierować, przez lata chroniąc Luśnię. Otóż dawny konfident SB jest bogatym biznesmenem i zasilał – rzekomo pieniędzmi na ogłoszenia – wydawane przez Macierewicza pismo „Głos”, które bez tych dotacji mogło nie utrzymać się na rynku w latach 90. i w pierwszej dekadzie XXI w. To też bezdyskusyjnie udowodnił Piątek, ślęcząc w bibliotece nad archiwalnymi numerami „Głosu” (wszystkie roczniki z lat 1996-2001), do których większości dziennikarzy nie chciało się zajrzeć".